# Lista reale assira

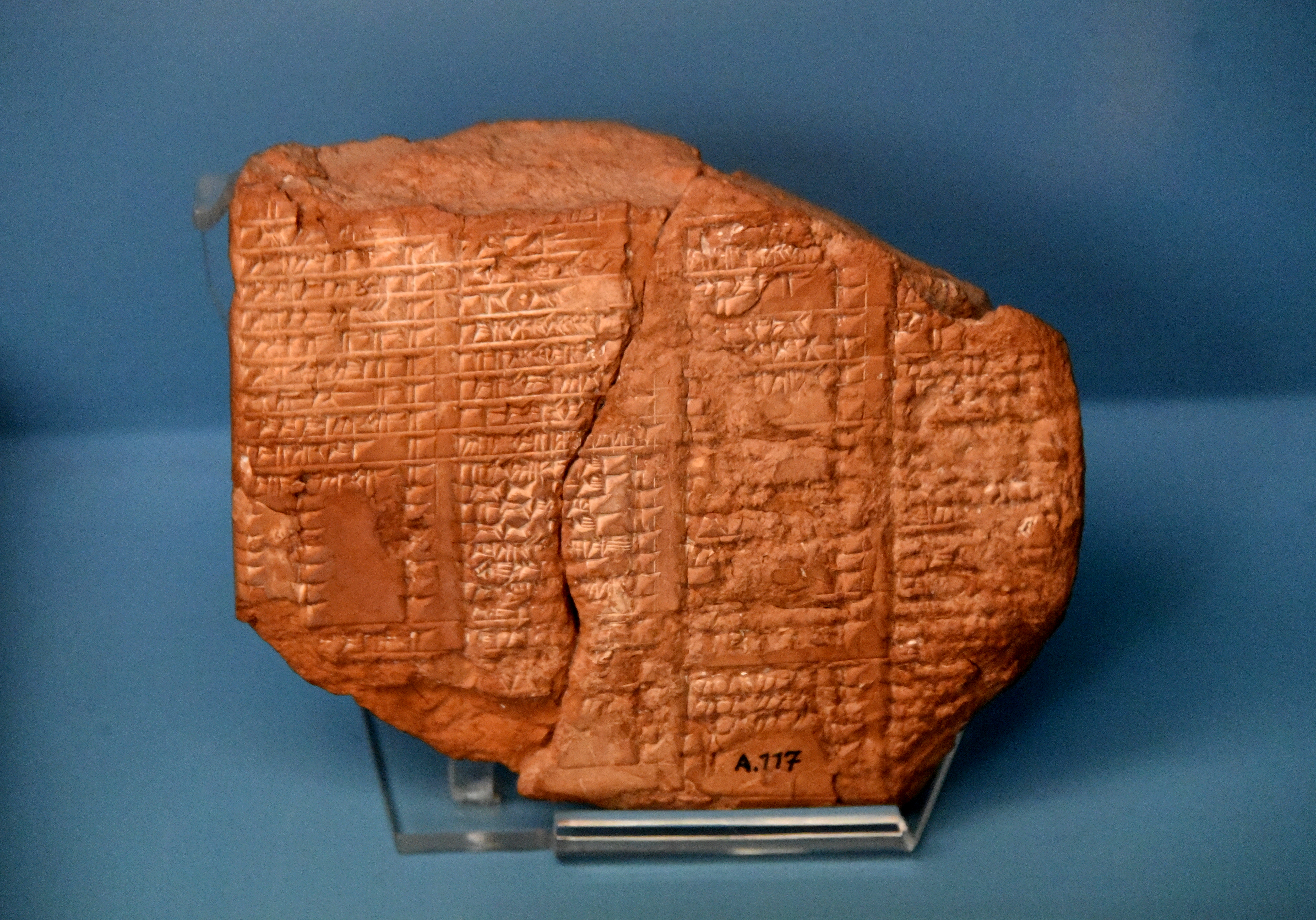
Lista reale assira su una tavoletta di terracotta proveniente da Assur (VII sec. a.C., Museo dell'Antico Oriente, Istanbul)

La Lista reale assira è una lista reale dei sovrani del regno mesopotamico di Assiria, fondato alla fine del XXI secolo a.C. e caduto alla fine del VII secolo a.C.
Tutte le liste moderne dei re assiri seguono generalmente la Lista reale assira (AKL, cioè Assyrian King List), una lista redatta e aggiornata dagli stessi antichi assiri nel corso dei secoli. Anche se alcune parti della lista sono probabilmente di fantasia, questa si accorda bene con le liste reali ittite, babilonesi ed egiziane, oltre che con le testimonianze archeologiche, ed è generalmente considerata una fonte fondamentale per comprendere la cronologia del Vicino Oriente antico del II millennio. La dinastia dei re assiri terminò con le ripetute sconfitte dell'ultimo re assiro Ashur-uballit II da parte dell'impero neo-babilonese e dei Medi tra il 614 e il 610 a.C.; l'Assiria a quel punto scomparve come unità politica indipendente. Il popolo assiro sopravvisse alla caduta del suo impero e mantenne le proprie tradizioni culturali e religiose, anche se fu cristianizzato nel I-III secolo d.C. Dopo il VII secolo a.C., Assur e altre città assire godettero di grande autonomia durante la dominazione straniera, in particolare sotto gli imperi achemenide e partico.
Il re di Assiria era detto in accadico Išši'ak Aššur e, successivamente, šar māt Aššur.
Esiste analoga documentazione per i re sumeri (Lista reale sumerica) e per la Babilonia (Lista reale babilonese).

## Le fonti storiche
Liste reali incomplete sono state rinvenute in tre delle principali capitali assire (Assur, Dur-Sharrukin e Ninive) e su due frammenti. Queste sono la lista di Nassouhi (NaKL / AKL A), di Khorsabad (KhKL / AKL B) e di Seventh Days Adventists (SDAS / AKL C) e i frammentari KAV 15 (AKL D) e BM 128059 (AKL E).
Le tre liste sono sostanzialmente coerenti tra loro, tutte apparentemente copie di un'unica lista originale, e si basano sulle nomine annuali dei limmu (i funzionari eponimi di ogni anno, nominati dal re per presiedere alla celebrazione della festa del capodanno). A ragione della coerenza tra le liste e il metodo con cui sono state composte, gli studiosi moderni concordano nel ritenere corretti gli anni di regno ivi menzionati, pur tenendo in conto l'epoca nella quale sono state redatte. Vi sono alcune divergenze tra le diverse copie della lista, probabilmente dovute a errori degli scribi, in particolare prima del regno del re Ashur-dan I dell'Impero medio-assiro (regno che inizia nel 1178 a.C. circa). Dopo la sua epoca, le liste sono simili nei loro contenuti, con incongruenze nel periodo che seguì la morte di Tukulti-Ninurta I (1243-1207 a.C.) e per i successori di Aššur-nāṣir-apli I. È comunque chiaro che parti della lista sono fittizie, poiché alcuni re conosciuti non si trovano sulla lista e altri re elencati non appaiono nelle fonti storiche contemporanee indipendenti.
La AKL è suddivisa in una decina di sezioni, delimitate dal formato e dal tipo di commento che le accompagna. Le prime due sezioni risalgono alla preistoria assira, influenzate fortemente dalle tradizioni genealogiche Amorite; la prima sezione elenca unicamente i nomi dei sovrani e la seconda lo fa in ordine inverso. La messa in coerenza fra le due è fatta dalla ripetizione del nome di Apiašal, alla fine della prima sezione e all'inizio della seconda. Verso il XVIII secolo a.C., durante il regno di Šamšī-Adad, appare una volontà di regolarizzare la lista reale e di unificare i vari testi che circolavano. È possibile che questo sforzo collettivo degli scribi sia stato dovuto alla necessità di legittimare il sovrano, ancorando la sua ascendenza al lignaggio dei re di Assur. Quest'ipotesi che la AKL fosse stata redatta per la prima volta al tempo di Shamshi-Adad I è stata contraddetta da studi successivi, i quali hanno posticipato la compilazione delle liste al tempo di Aššur-uballiṭ I (ca. 1366 – 1330 a.C.) o di Aššur-nāṣir-apli I (1050 – 1031 a.C.) o al periodo neo-assiro (ca. 911 – 612 a.C.). Incroci con altre iscrizioni e studi linguistici propendono a restringere il periodo di scrittura della lista fra il 1500 e il 1200 a.C.

## I sovrani di Assiria
Durante tutta la prima parte della sua storia, l'Assiria fu poco più di una città-stato incentrata sulla città di Assur. A partire dal XIV secolo a.C. l'Assiria, guidata da una serie di re guerrieri, divenne una delle maggiori potenze politiche del Vicino Oriente antico, e negli ultimi secoli della sua storia, dominò la regione come il più grande impero che il mondo avesse allora mai conosciuto. La storia degli antichi Assiri è tipicamente divisa nei periodi paleo-assiro, medio e neo-assiro, tutti segnati da momenti di ascesa e declino.

### I titoli reali

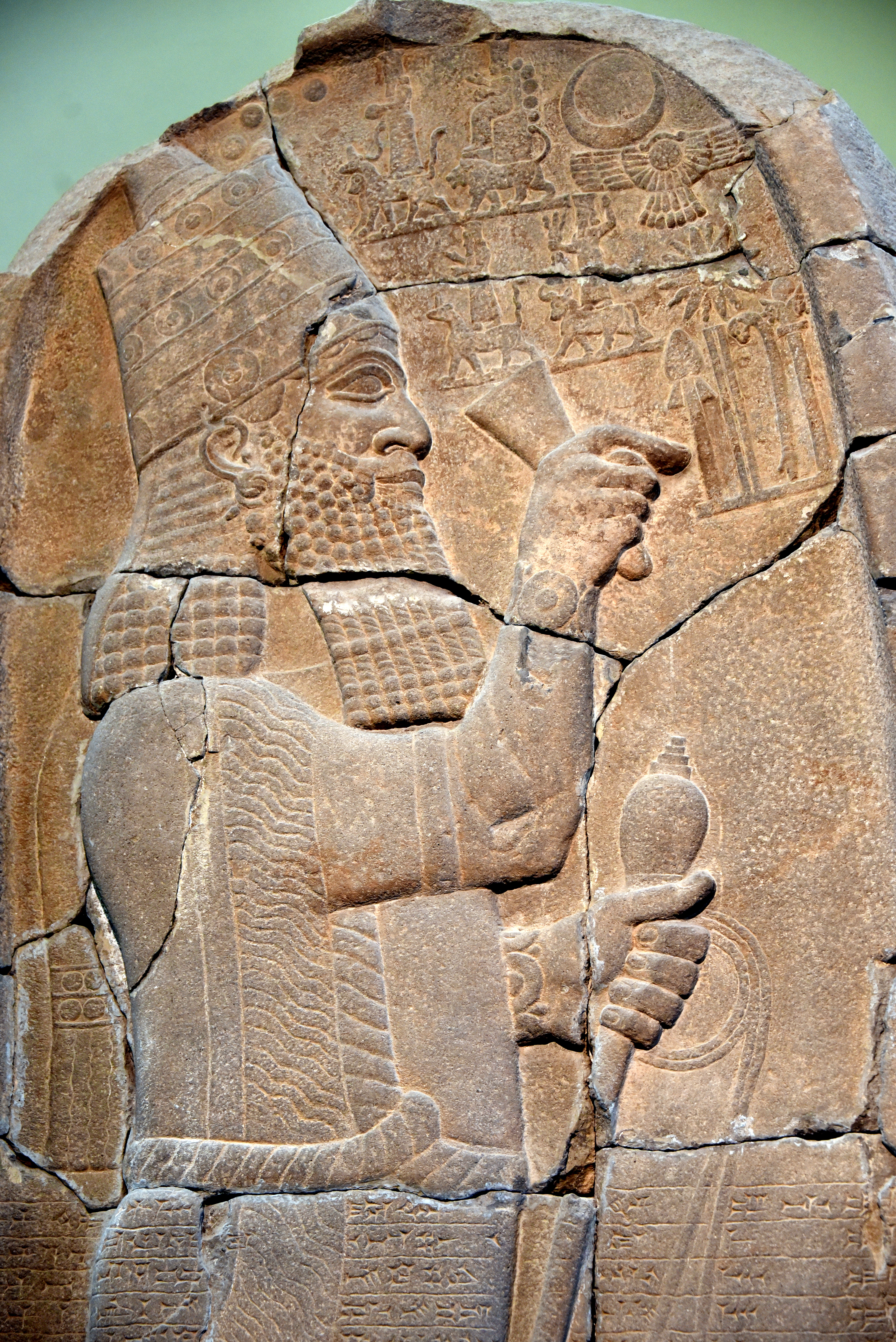
Esarhaddon, il grande re, il potente re, re dell'Universo, re di Assiria, viceré di Babilonia, re di Sumer e di Akkhad, re di Karduniash, di tutti loro, re dei re di Musur, Paturisu e Kûsi (Stele di Sam'al, 671 a.C., Museo di Pergamo)

I titoli reali assiri sono importanti per stabilire una cronologia storica in quanto danno informazioni sul tipo di governo, sulle ambizioni politiche e lo status dei re assiri.I titoli reali assiri seguivano tipicamente gli stessi schemi che avevano avuto inizio sotto l'Impero accadico (ca. 2334-2154 a.C.). Quando il governo centrale mesopotamico sotto la Terza Dinastia di Ur (ca. 2112-2004 a.C.) crollò e le città che un tempo erano state vassalle di Ur divennero indipendenti, molti dei nuovi sovrani si astennero dal prendere il titolo di re (šar), applicando invece quel titolo alle loro divinità principali (nel caso dell'Assiria, Assur). Di contro, la maggior parte dei re assiri del periodo paleo-assiro (ca. 2025-1364 a.C.) usavano il titolo Išši'ak Aššur, traducibile in "governatore dell'Assiria". Il titolo reale non è attestato per i sovrani precedenti ad Aššur-uballit e quest'ultimo lo assunse probabilmente perché riprese il potere su Assur dopo un periodo di dominanza di Mittani ed era importante mettere in risalto la sua autorità, oltre che l'indipendenza del regno dal giogo straniero. L'unico altro re che, prima del XIV secolo assunse tale titolo fu Šamšī-Adad I e fu per sottolineare il suo dominio sulla Alta Mesopotamia piuttosto che su Assur.
Al contrario dei titoli impiegati dai re babilonesi a sud, che tipicamente si concentravano sul ruolo protettivo e sulla pietà del re, le iscrizioni reali assire tendono a glorificare la forza e il potere del re. I titoli assiri di solito enfatizzano anche la genealogia reale del sovrano, cosa che i titoli babilonesi non fanno, e mettono in risalto le qualità morali e fisiche, sminuendo il suo ruolo nel sistema giudiziario. Gli epiteti assiri usati per descrivere il lignaggio reale variano in base a quanto lontano risalgono, il più delle volte si limitano a menzionare il lignaggio in termini di "figlio di ..." o "fratello di ...". In alcuni casi la discendenza si estende molto più a ritroso: Shamash-shum-ukin (667-648 a.C.) si descrive come "discendente di Sargon II", il suo bisnonno. In maniera ancora più estrema, Esarhaddon nel 668 a.C. si definisce un "discendente del seme eterno di Bel-bani", un re che visse più di mille anni prima di lui.
I titoli reali assiri erano spesso alterati a seconda del luogo in cui dovevano essere ostentati; i titoli dello stesso re assiro sarebbero stati diversi nella loro patria, l'Assiria, e nelle regioni conquistate. I re neo-assiri che controllavano la città di Babilonia usavano una sorta di titolario "ibrido" meridionale, combinando aspetti della tradizione assira e babilonese, similmente a come le divinità tradizionali babilonesi venivano celebrate nel sud accanto alla divinità principale assira, Ashur. Per legittimare il loro dominio e affermare il loro controllo su Babilonia e sulla bassa Mesopotamia, i re assiri assunsero quindi molti titoli tradizionali del sud, tra cui l'antico "re di Sumer e Akkad" e i pomposi "re dell'Universo" e "re dei quattro Angoli del Mondo". Epiteti come "scelto dal dio Marduk e dalla dea Sarpanit" e "favorito del dio Ashur e della dea Mullissu", entrambi assunti da Esarhaddon, indicano che egli era sia assiro (Ashur e Mullissu, la principale coppia di divinità assire) che un sovrano legittimo di Babilonia (Marduk e Sarpanit, la principale coppia di divinità babilonesi).

### Un sovrano assoluto per diritto divino

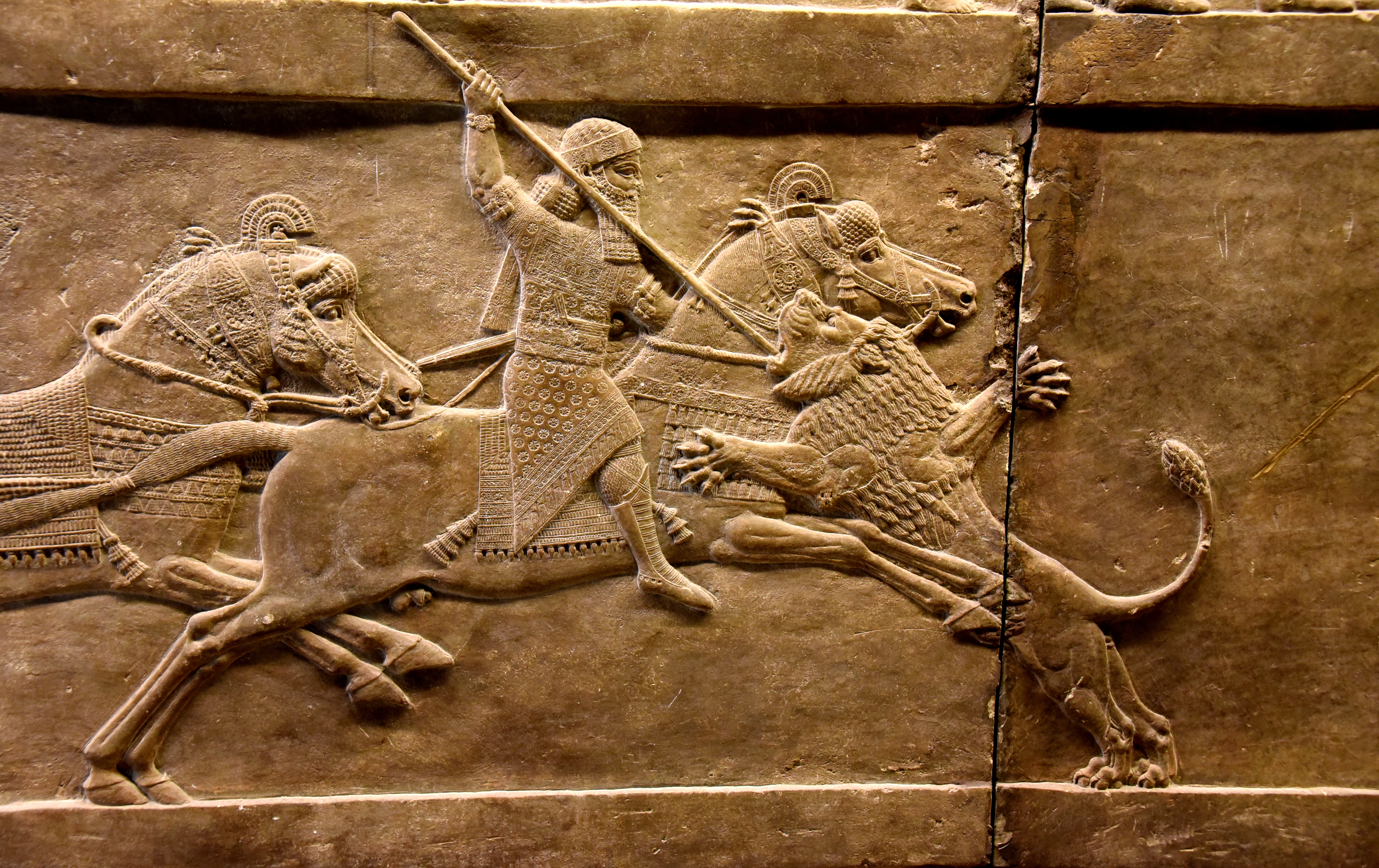
Ashurbanipal a cavallo affonda la lancia nella testa di un leone (basso-rilievo da Ninive, British Museum)

L'Assiria era una monarchia assoluta: il re era designato direttamente per diritto divino dalla divinità principale, Ashur. Il re assiro era il collegamento tra gli dei e il regno terreno e come tale, era dovere primario del sovrano stabilire la volontà degli dei e metterla in atto, spesso mediante la costruzione di templi o muovendo guerra. Per aiutare il re in questo compito, a corte vivevano numerosi sacerdoti addestrati a leggere e interpretare i segni divini.
A differenza di altre monarchie antiche, come l'antico Egitto, il re assiro non era ritenuto un essere divino, ma era visto come prescelto dalla divinità e qualificato in modo unico per i doveri reali. La maggior parte dei sovrani assiri sottolineava la propria legittimità attraverso le loro connessioni familiari con i re precedenti; un re era legittimo attraverso la sua appartenenza alla discendenza di altri grandi re che erano stati scelti da Ashur. Gli usurpatori, che non avevano legami con i re precedenti, di solito o mentivano sulla loro genealogia (ad esempio facevano scrivere di essere il figlio di qualche monarca precedente) o sostenevano di essere stati nominati direttamente da Ashur. Due esempi significativi di tali usurpatori sono i re Tiglath-Pileser III (745-727 a.C.) e Sargon II (722-705 a.C.); le iscrizioni di questi re mancano di qualsiasi riferimento familiare ai re precedenti, sottolineando invece che Ashur stesso li aveva designati con frasi come "Ashur ha chiamato il mio nome", "Ashur mi ha messo sul trono" e "Ashur ha messo la sua arma spietata nella mia mano".
Il cuore del regno assiro, la stessa Assiria, era considerato un luogo sereno e perfetto nel suo ordine, mentre le terre governate da potenze straniere erano percepite come intrise di disordine e caos. Dal momento in cui il re era il collegamento terreno con gli dei, era suo dovere estendere l'ordine in tutto il mondo attraverso la conquista militare. L'espansione dell'impero non era fine a sé stessa, ma era anche vista come un processo per diffondere l'ordine divino e distruggere il caos per far posto alla civiltà. Conosciamo diverse iscrizioni antiche che vanno in questo senso e in cui il dio Ashur ordina esplicitamente ai re di estendere i confini dell'Assiria. Un testo risalente al regno di Tukulti-Ninurta I (ca. 1243-1207 a.C.) afferma che il re ricevette uno scettro e gli fu ordinato di "allargare la terra di Ashur". Un'iscrizione simile del regno di Ashurbanipal (668-631 a.C.) ordina al re di "estendere la terra ai suoi piedi".
Il re assiro aveva anche il compito di proteggere il suo popolo, e spesso veniva chiamato " il pastore ". Questa protezione comprendeva la difesa dai nemici esterni e la difesa dei cittadini dagli animali selvatici pericolosi. Per gli Assiri, l'animale più pericoloso di tutti era il leone, usato (analogamente alle potenze straniere) come esempio di disordine a causa della sua natura aggressiva. Per dimostrarsi degni di governare e per mostrare che erano potenti protettori, i re assiri si impegnavano in cacce rituali al leone. La caccia al leone era riservata ai sovrani assiri ed era un evento pubblico, messo in scena nei parchi delle città o nelle loro vicinanze. In alcuni casi, la caccia veniva organizzata in un'arena, con leoni in cattività.

## Lista dei sovrani di Assiria
I primi re assiri della AKL sono "17 re che vivevano in tenda". Gli studiosi sospettano che questi primi re siano inventati, almeno in parte, in quanto non appaiono in nessuna cronaca contemporanea e i loro nomi in buona parte rimano fra di loro. La prima parte della lista inoltre non indica alcuna parentela tra i sovrani che elenca; è stato quindi ipotizzato che questi re fossero in realtà i capi delle tribù semitiche che in seguito si unirono per formare il regno di Assiria.
All'inizio erano stati governanti pastorali seminomadi di tribù indipendenti, mentre l'Assiria era originariamente un'oligarchia piuttosto che una monarchia. Ad un certo punto, questi re si erano interamente urbanizzati e avevano fondato la città-stato di Assur.
Bisogna attendere l'inizio del Bronzo recente, con la dinastia Puzur-Ashur, affinché una linea continua di sovrani sia elencata come appartenenti alla stessa famiglia.
Questa sezione raccoglie un elenco dei sovrani di Assiria. Le date sono indicate secondo la cronologia media.

### Periodo paleo-assiro
| Sovrano di Assiria                                                           | Regno         | Regno         | Note                                         |
| ---------------------------------------------------------------------------- | ------------- | ------------- | -------------------------------------------- |
| Ṭudija (𒂅𒁲𒅀, Ṭu-di-ia)                                                       | ?             | ?             | [ 37 ]                                       |
| Adamu (𒀀𒁕𒈬, A-da-mu)                                                         | ?             | ?             | [ 37 ]                                       |
| Jan-qi (𒅀𒀭𒄀 Ia-an-gi)                                                        | ?             | ?             | [ 37 ]                                       |
| Sahlamu (𒆤𒆷𒀀𒈬, Suḫ4-la-a-mu)                                                 | ?             | ?             | anche Suhlamu o Suḫlāmu                      |
| Harharu (𒄯𒄩𒊒, Ḫar-ḫa-ru)                                                     | ?             | ?             | [ 37 ]                                       |
| Mandaru (𒌋𒌋𒁕𒊒, Man-da-ru)                                                    | ?             | ?             | [ 37 ]                                       |
| Imṣu (𒅎𒍮, Im-ṣu)                                                             | ?             | ?             | [ 37 ]                                       |
| Harṣu (𒄯𒍮, Ḫar-ṣu)                                                           | ?             | ?             | [ 37 ]                                       |
| Didanu (𒁲𒁕𒀀𒉡, Di-da-a-nu)                                                    | ?             | ?             | [ 37 ]                                       |
| Hanu (𒄩𒉡𒌑, Ḫa-nu-ú)                                                          | ?             | ?             | [ 37 ]                                       |
| Zuabu (𒍪𒀀𒁍, Zu-a-bu)                                                         | ?             | ?             | [ 37 ]                                       |
| Nuabu (𒉡𒀀𒁍, Nu-a-bu)                                                         | ?             | ?             | [ 37 ]                                       |
| Abazu (𒀊𒀀𒍪, Ab-a-zu)                                                         | ?             | ?             | [ 37 ]                                       |
| Belu (𒁁𒇻𒌑, Be-lu-ú)                                                          | ?             | ?             | [ 37 ]                                       |
| Azarah (𒀀𒍝𒊏𒄴, A-za-ra-aḫ)                                                    | ?             | ?             | [ 37 ]                                       |
| Ušpija (𒍑𒉿𒀀, Uš-pi-a)                                                        | ?             | ?             | [ 37 ]                                       |
| Apiašal (𒀀𒉿𒀀𒊩, A-pi-a-šal)                                                   | ?             | ?             | figlio di Ušpija                             |
| Hale                                                                         | ?             | ?             | figlio di Apiašal                            |
| Samanu                                                                       | ?             | ?             | figlio di Hale                               |
| Hajanu                                                                       | ?             | ?             | figlio di Samanu                             |
| Ilu-Mer                                                                      | ?             | ?             | figlio di Hajanu                             |
| Jakmesi                                                                      | ?             | ?             | figlio di Ilu-Mer                            |
| Jakmeni                                                                      | ?             | ?             | figlio di Jakmesi                            |
| Jazkur-ilu                                                                   | ?             | ?             | figlio di Jakmeni                            |
| Ila-kabkabu                                                                  | ?             | ?             | figlio di Jazkur-ilu                         |
| Aminu                                                                        | ?             | ?             | figlio di Ila-kabkabu                        |
| Sulili                                                                       | ?             | ?             | figlio di Aminu                              |
| Kikkija                                                                      | ca. 2000 a.C. | ca. 2000 a.C. |                                              |
| Akija                                                                        | ca. 2000 a.C. | ca. 2000 a.C. |                                              |
| Puzur-Ashur I                                                                | ca. 2000 a.C. | ca. 2000 a.C. |                                              |
| Shalim-akhte                                                                 | ca. 1970 a.C. | ca. 1970 a.C. |                                              |
| Ilushuma                                                                     | ca. 1950 a.C. | ca. 1950 a.C. |                                              |
| Erishum I                                                                    | ca. 1940 a.C. | 1910 a.C.     |                                              |
| Ikunum                                                                       | ca. 1900 a.C. | ca. 1900 a.C. |                                              |
| Sargon I                                                                     | ca. 1860 a.C. | ca. 1860 a.C. |                                              |
| Puzur-Ashur II                                                               | ca. 1850 a.C. | ca. 1850 a.C. |                                              |
| Naram-Suen                                                                   | ca. 1840 a.C. | ca. 1840 a.C. |                                              |
| Erishum II                                                                   | ca. 1815 a.C. | ca. 1815 a.C. |                                              |
| Shamshi-Adad I                                                               | 1812 a.C.     | 1780 a.C.     |                                              |
| Ishme-Dagan I                                                                | 1780 a.C.     | 1730 a.C.     |                                              |
| Mut-Ashkur                                                                   | ca. 1730 a.C. | ca. 1730 a.C. |                                              |
| Rimush                                                                       | ca. 1720 a.C. | ca. 1720 a.C. |                                              |
| Asinum                                                                       | ca. 1710 a.C. | ca. 1710 a.C. |                                              |
| Assur-dugul Assur-apla-idi Nasir-Sin Sin-namir Ibqi-Ishtar Adad-salulu Adasi | ca. 1706 a.C. | 1700 a.C.     | Periodo di anarchia in Assiria: 7 usurpatori |
| Belu-bani                                                                    | ca. 1700 a.C. | ca. 1700 a.C. |                                              |
| Libaia                                                                       | ca. 1690 a.C. | ca. 1690 a.C. |                                              |
| Sharma-Adad I                                                                | ca. 1673 a.C. | ca. 1673 a.C. |                                              |
| Iptar-Sin                                                                    | ca. 1661 a.C. | ca. 1661 a.C. |                                              |
| Bazaia                                                                       | ca. 1649 a.C. | ca. 1649 a.C. |                                              |
| Lullaia                                                                      | ca. 1622 a.C. | ca. 1622 a.C. |                                              |
| Shu-Ninua                                                                    | ca. 1615 a.C. | ca. 1615 a.C. |                                              |
| Sharma-Adad II                                                               | ca. 1601 a.C. | ca. 1601 a.C. |                                              |
| Erishum III                                                                  | ca. 1598 a.C. | ca. 1598 a.C. |                                              |
| Shamshi-Adad II                                                              | ca. 1567 a.C. | ca. 1567 a.C. |                                              |
| Ishme-Dagan II                                                               | ca. 1561 a.C. | ca. 1561 a.C. |                                              |
| Shamshi-Adad III                                                             | ca. 1545 a.C. | ca. 1545 a.C. |                                              |
| Ashur-nirari I                                                               | ca. 1529 a.C. | ca. 1529 a.C. |                                              |
| Puzur-Ashur III                                                              | ca. 1503 a.C. | ca. 1503 a.C. |                                              |
| Enlil-nasir I                                                                | ca. 1480 a.C. | ca. 1480 a.C. |                                              |
| Nur-Ili                                                                      | ca. 1466 a.C. | ca. 1466 a.C. |                                              |
| Ashur-shaduni                                                                | ca. 1454 a.C. | ca. 1454 a.C. |                                              |
| Ashur-rabi I                                                                 | ca. 1454 a.C. | ca. 1454 a.C. |                                              |
| Ashur-nadin-akhe I                                                           | ca. 1435 a.C. | ca. 1435 a.C. |                                              |
| Enlil-nasir II                                                               | 1430 a.C.     | 1415 a.C.     |                                              |
| Ashur-nirari II                                                              | 1414 a.C.     | 1414 a.C.     |                                              |
| Ashur-bel-nisheshu                                                           | 1407 a.C.     | 1398 a.C.     |                                              |
| Ashur-rim-nisheshu                                                           | 1398 a.C.     | 1390 a.C.     |                                              |
| Ashur-nadin-ahhe II                                                          | 1390 a.C.     | 1380 a.C.     |                                              |

### Periodo medio-assiro
- 1380-1364 a.C.: Eriba-Adad I
- 1363-1328 a.C.: Assur-uballit I
- 1327-1316 a.C.: Enlil-nirari
- 1317-1306 a.C.: Arik-den-ili
- 1305-1274 a.C.: Adad-nirari I
- 1273-1244 a.C.: Salmanassar I
- 1243-1207 a.C.: Tukulti-Ninurta I
- 1206-1203 a.C.: Assur-nadin-apli
- 1202-1197 a.C.: Assur-nirari III
- 1196-1193 a.C.: Enlil-kudurri-usur
- 1192-1180 a.C.: Ninurta-apal-Ekur
- 1179-1133 a.C.: Assur-dan I
- 1133 a.C.: Ninurta-tukulti-Assur
- 1133 a.C.: Mutakkil-Nusku
- 1132-1115 a.C.: Assur-resh-ishi I
- 1114-1076 a.C.: Tiglatpileser I
- 1075-1074 a.C.: Asharid-apil-Ekur
- 1073-1056 a.C.: Assur-bel-kala
- 1055-1054 a.C.: Eriba-Adad II
- 1053-1050 a.C.: Shamshi-Adad IV
- 1049-1031 a.C.: Assurnasirpal I
- 1030-1019 a.C.: Salmanassar II
- 1018-1013 a.C.: Assur-nirari IV
- 1012-972 a.C.: Assur-rabi II
- 971-967 a.C.: Assur-resh-ishi II
- 966-935 a.C.: Tiglatpileser II
- 934-912 a.C.: Assur-dan II

### Periodo neo-assiro
- 911-891 a.C.: Adad-nirari II
- 890-884 a.C.: Tukulti-Ninurta II
- 883-859 a.C.: Assurnasirpal II
- 858-824 a.C.: Salmanassar III
- 823-811 a.C.: Shamshi-Adad V
- 810-783 a.C.: Adad-nirari III
- 782-773 a.C.: Salmanassar IV
- 772-755 a.C.: Assur-dan III
- 754-745 a.C.: Assur-nirari V
- 744-727 a.C.: Tiglatpileser III
- 726-722 a.C.: Salmanassar V
- 721-705 a.C.: Sargon II (fondatore della dinastia sargonide)
- 704-681 a.C.: Sennacherib (Dinastia sargonide)
- 680-669 a.C.: Esarhaddon (Dinastia sargonide)
- 668-631 a.C.: Assurbanipal (Dinastia sargonide)
- 630-627 a.C.: Assur-etil-ilani (Dinastia sargonide)
- 627-612 a.C.: Sin-shar-ishkun (Dinastia sargonide)

Nel 612, con la caduta di Ninive capitale dell'impero assiro, viene meno il potere degli Assiri a favore dei Babilonesi: fino al 609 mantiene il potere il generale Ashur-uballit II, sostenuto dagli Egizi ma alla fine il babilonese Nabopolassar ottiene la vittoria, con la sconfitta definitiva dell'Assiria.